# Cranbrook (Londyn)
Cranbrook – dzielnica Londynu, w Wielkim Londynie, leżąca w gminie Redbridge. Leży 12,1 km od centrum Londynu. W 2011 roku dzielnica liczyła 12 780 mieszkańców.